# Augustów (district)
Augustów (powiat augustowski) is een Pools district (powiat) in de woiwodschap Podlachië. Het district heeft een oppervlakte van 1658,27 km² en telt 59374 inwoners (2014).